# Helina angustipennis
Helina angustipennis är en tvåvingeart som först beskrevs av Stein 1911.  Helina angustipennis ingår i släktet Helina och familjen husflugor. Inga underarter finns listade i Catalogue of Life.